# Feria de Primavera y Fiesta del Vino Fino

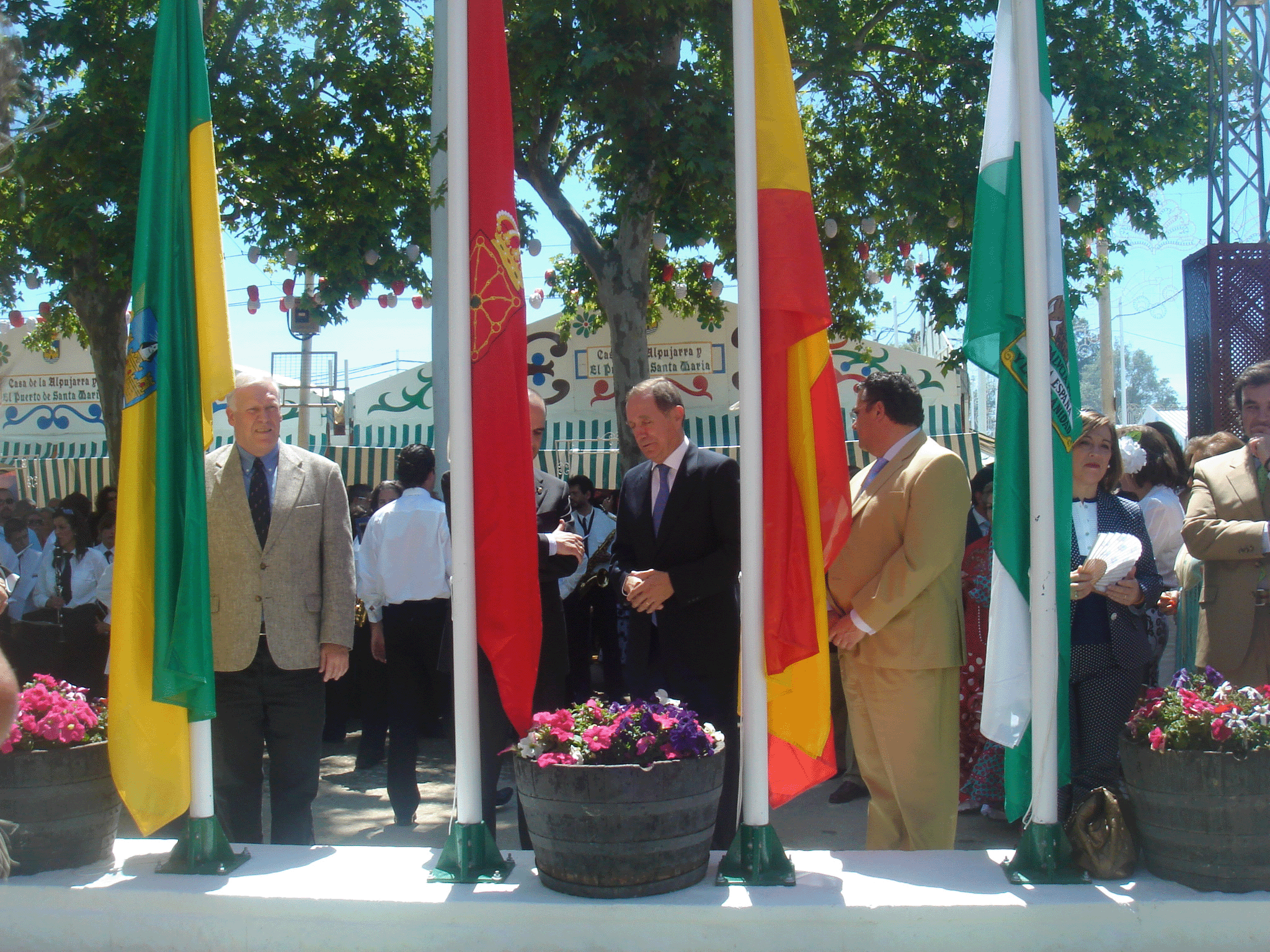
Inauguración de la Feria: izada de banderas.

La Feria de Primavera y Fiesta del Vino Fino es una típica feria andaluza, de periodicidad anual, que se celebra en la ciudad gaditana de El Puerto de Santa María. Su nombre oficial siempre fue el de Feria de Primavera, siendo, en cambio, en los últimos tiempos, cambiado por el de Feria de Primavera y Fiesta del Vino Fino. Se trata de la más importante fiesta local de la ciudad gaditana.

## Antecedentes históricos
En sus inicios, surge a partir del comercio de ganado tradicional, en el que ganaderos de diferentes localidades acudían para cerrar sus tratos. Esta feria ganadera, la feria del ganado, se celebraba por la mañana, a las afueras de la ciudad, mientras que por la noche se celebraba una velada nocturna en el parque de la Victoria, la llamada Feria de la Victoria.
Con el tiempo, la feria del ganado desapareció y esta fiesta nocturna extendió su horario festivo, derivando en la actual feria a medio camino entre el evento regional y la feria ambulante, con características típicamente andaluzas (casetas, sevillanas, etc.); en definitiva, un punto de encuentro de toda la sociedad portuense y sus visitantes.

## Fechas
Se celebra siempre en primavera, de ahí su nombre, y siempre después de Semana Santa, normalmente empieza el último miércoles del mes de abril. Suele celebrarse habitualmente justo después de la Feria de Abril (Sevilla), primera de las ferias andaluzas, siendo la de El Puerto de las segundas. Viene a tener una duración de cinco días (de jueves a lunes), aunque ya el miércoles anterior se realiza el alumbrao (la prueba de encendido de alumbrado) y son muchos los visitantes -principalmente portuenses- que se acercan a disfrutar de la feria.

## Recinto ferial

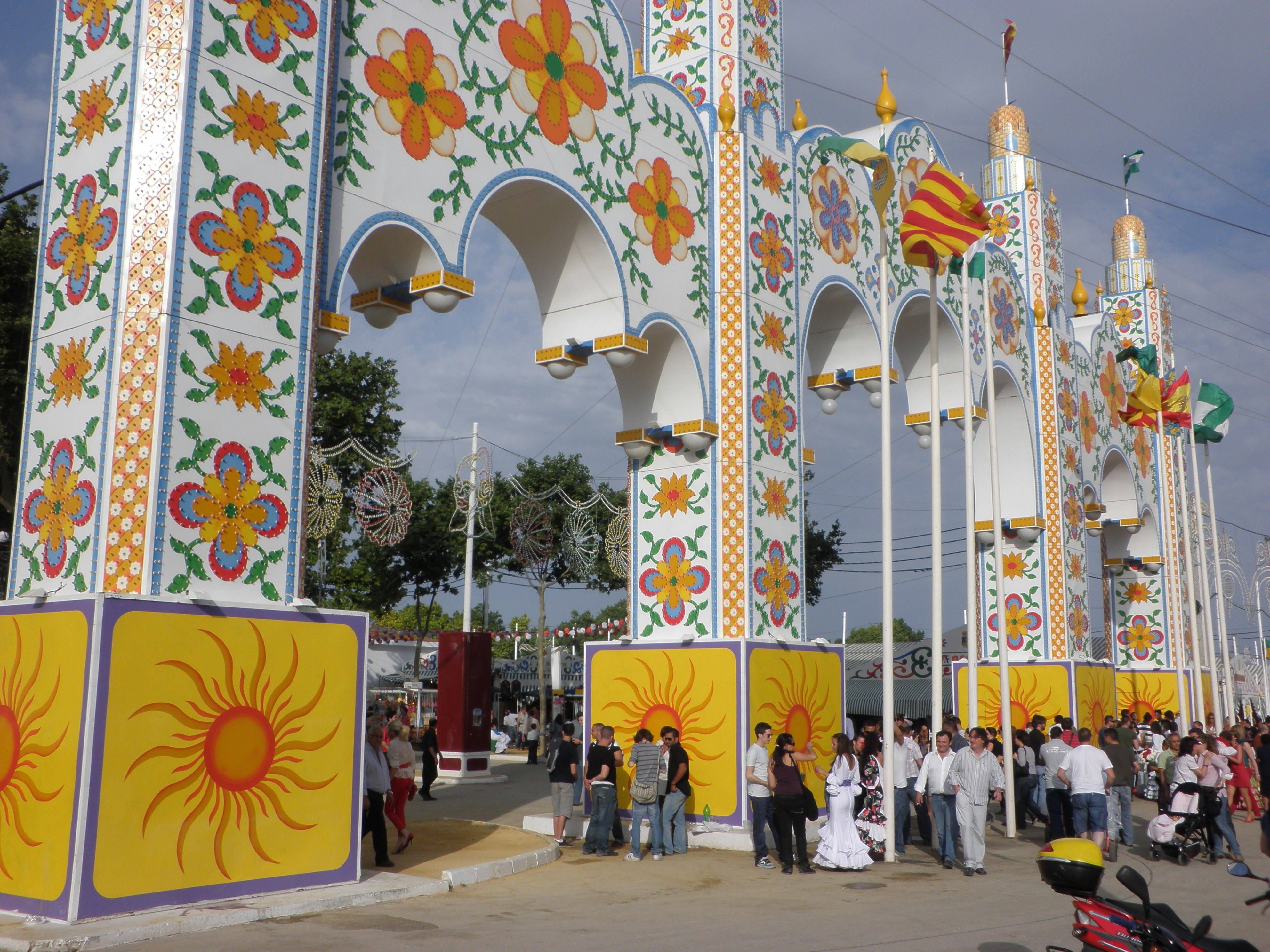
Portada de la feria 2009.

El Real de la Feria ha ido cambiando con el paso de los años. En el año 1966 la feria del ganado se celebraba en lo que hoy es el polígono industrial El Palmar, mientras que la "Feria de la Victoria" se celebraba en el parque del mismo nombre. En los años 1970 se trasladó a la zona de Crevillet para pasar, ya en los años 1980, a su actual ubicación en el recinto ferial de Las Banderas, en las afueras de la ciudad, junto a la Carretera de El Puerto-Sanlúcar. Es allí donde suele desempeñarse toda la actividad festiva, además de los típicos concursos para los jinetes y para la decoración de casetas.

## Dedicatorias
Desde el año 1998, es costumbre dedicar la feria a alguna comunidad autónoma o provincia que tenga cierta relación con la ciudad. Así, ha sido dedicada sucesivamente a:
- 1998: Madrid
- 1999: Extremadura *
- 2000: Cantabria *
- 2001: Galicia *
- 2002: Alicante
- 2003: Jaén
- 2004: Castilla y León *
- 2005: Aragón
- 2006: Vizcaya
- 2007: Ceuta
- 2008: Navarra
- 2009: Valencia
- 2010: Oporto
- 2011: Cádiz
- 2012: Por motivo del Bicentenerio: A las ciudades iberoamericanas
- 2013: Logroño   y a la D.O. Rioja
- 2014: Estados Unidos
- 2015: Sevilla
- 2016: Málaga
- 2017: Jerez de la Frontera

Con este motivo, suele darse el nombre de la comunidad a una calle del recinto ferial. También suele escogerse a la persona nacida en esa localidad que más tiempo lleve viviendo en la ciudad para que encienda el alumbrado con el que se da inicio a la feria o lance los cohetes de despedida. Además, la comunidad en cuestión monta una caseta en la feria donde ofrece la mejor información turística de la tierra: se ofrecen productos típicos, se organizan actividades,...
(*) Ponen casetas cada año desde su dedicatoria

## Actuaciones
- Prueba de encendido

Se suele celebrar la noche antes del primer día alrededor de las 22:00 horas, últimamente, con la feria dedicada a una región española, la prueba de encendido la lleva a cabo la persona de esa región que más tiempo lleve viviendo en El Puerto.
En el 2006 encendió el alumbrado la profesora del C.E.P Espíritu Santo Asunción Montero.
- Inauguración oficial

Enfrente de la caseta municipal, ocurre el alzamiento de las banderas, suelen realizarla el alcalde actual para alzar la bandera de El Puerto, el representante de la región dedicada levanta su bandera, un almirante de la armada de la base naval de Rota alza la bandera española y un miembro de la diputación de Cádiz alza la bandera de Andalucía.
Un coro le canta a la región para hacer el "comité de bienvenida".
- Concurso morfológico

Se premian los caballos.
- Concurso de enganches

Se premian los carruajes.
- Concurso de Domas

Concurso de doma clásica y doma vaquera.
- Concurso de casetas

Se valora y se premian los exteriores y los exornos de las casetas en concurso (generalmente las caseta a izquierda y derecha de la caseta municipal) y de los interiores de casetas.
Fue interrumpido de 2006 a 2008, donde solo 3 casetas montaron fachada (teniendo un áccesit la caseta de Corrígete Charo.
- Cuando termina la Feria

También suele escogerse a la persona nacida en esa localidad que más tiempo lleve viviendo en la ciudad para que lance los cohetes de despedida.

## Rasgos típicos

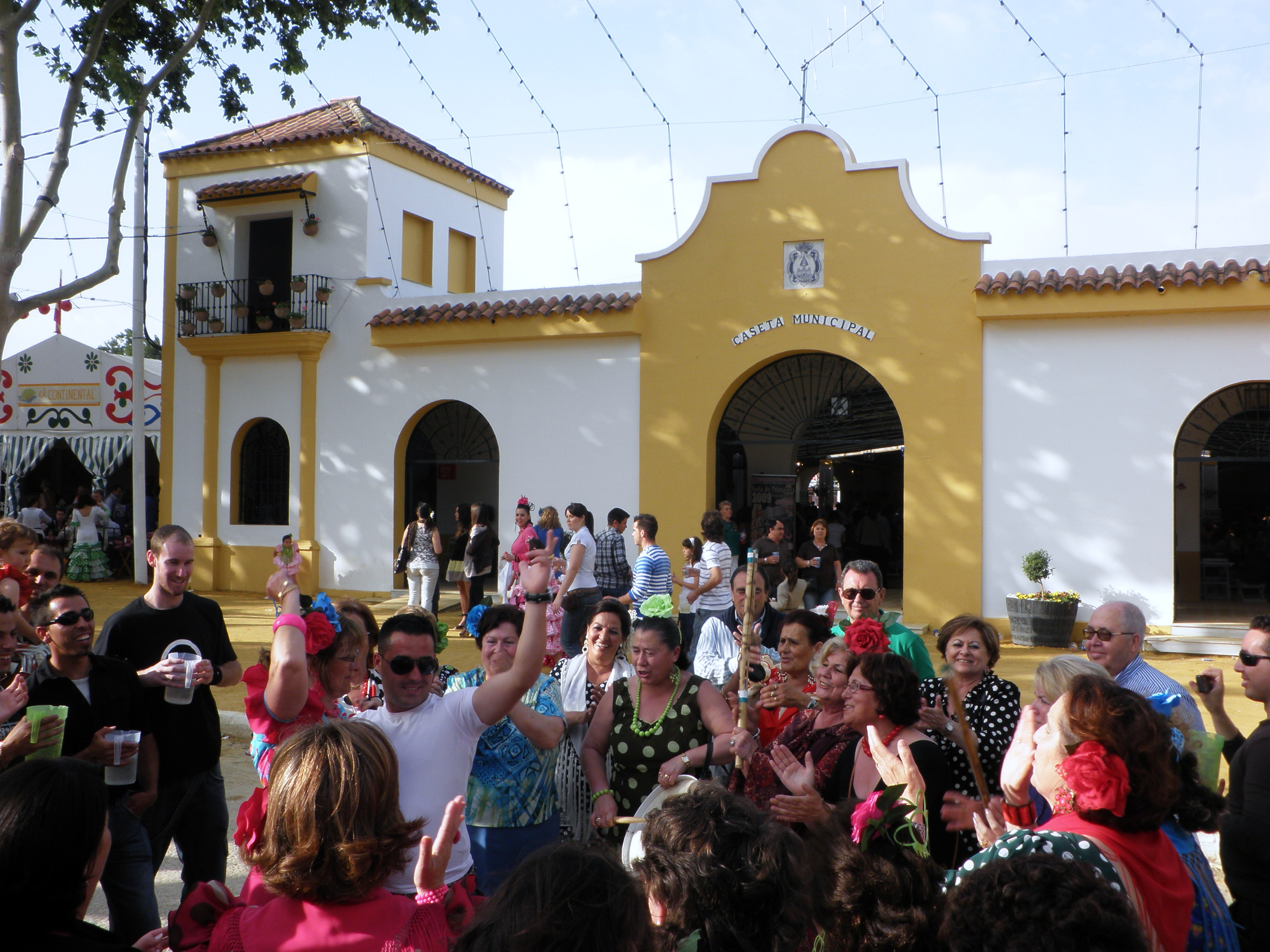
Caseta municipal, feria de 2009.

Como típica feria andaluza que es, la del Puerto se distingue por algunos rasgos característicos:
- El uso de casetas de feria, donde la gente acude a bailar y a encontrarse con amigos y conocidos. Por número de casetas, la del Puerto es la mayor feria de la bahía de Cádiz. Un rasgo característico de la feria portuense, frente a otras ferias andaluzas, es la apertura de sus casetas (libre acceso): no es necesario ser socio, esperar colas para entrar o conocer a quien monta la caseta para entrar en ella y consumir cualquiera de los platos típicos de estas fechas.
- El empleo de vestimentas tradicionales: traje de corto para el hombre que monta a caballo y, sobre todo, traje de gitana para la mujer, para lucirlo mientras baila.
- El acompañamiento de sevillanas, típica música andaluza que se canta y baila por doquier. La caseta de feria es el lugar adecuado e idóneo para este tipo de baile.
- El consumo de vino fino. La bebida típica de la feria es el vino fino, que muchos, en los últimos años, gustan de mezclar con sodas de lima, combinación conocida como rebujito.
- La degustación de comida tradicional. La comida es bastante variada, pero destacan los mariscos, la mojama, el pescaíto frito y guisos típicos, además de las tradicionales comidas de feria: tortilla española, pimientos fritos, pinchitos, etc. También se consumen caracoles, lechugas, churros con chocolate...